# Ракетні катери типу «Оркан»
Ракетні катери типу «Оркан» або проект 660 (код НАТО: клас Sassnitz) — серія з трьох швидкісних ударних катерів Військово-Морських Сил Польщі, на озброєнні з 1992 року. Офіційно класифікуються як «Ракетні кораблі»
Названі іменами есмінців Польського флоту часів Другої світової війни - діючих («Піорун» та «Гром»), а також першого есмінця, який мав бути побудований у Польщі, але будівництво було перерване через напад нацистів - головний корабель типу «Оркан».  

## Історія
Початковий проект був підготовлений Німецькою Демократичною Республікою для свого флоту і отримав назву Project 660. Після об'єднання Німеччини недобудовані корпуси були придбані ВМС Польщі у верфі VEB Peenewerft у Вольгасті та успішно завершені на Північній верфі у Гданську.
У 2006 році Міністерство оборони Польщі замовило 36 протикорабельних ракет RBS-15 Mk 3 для оснащення кораблів. З 2007 року тимчасовим озброєнням вони мали ракети RBS-15 Mk 2.  Ракети RBS-15 Mk 3 були вперше розгорнуті в 2014 році.  З 2015 року «Оркан»  і «Піорун» пройшли 19-місячний ремонт середини життєвого циклу корабля.